# Plesitomoxia sudanensis
Plesitomoxia sudanensis là một loài bọ cánh cứng trong họ Mordellidae. Loài này được Ermisch miêu tả khoa học năm 1968.